# John Park
 (avril 2019).
Si vous disposez d'ouvrages ou d'articles de référence ou si vous connaissez des sites web de qualité traitant du thème abordé ici, merci de compléter l'article en donnant les références utiles à sa vérifiabilité et en les liant à la section « Notes et références ».
John Park (hangeul : 존박), né le 13 septembre 1988 à Chicago, est un chanteur et musicien américain d'origine coréenne. Il était demi-finaliste de la neuvième saison de American Idol et finaliste de Superstar K 2, son équivalent sud-coréen.
Il a signé actuellement un contrat avec le label sud-coréen Music Farm Entertainment.

## Biographie
Avant de participer à Superstar K 2, John Park était un étudiant à l'Université Northwestern spécialisé dans l'économie et il avait été membre d'un groupe a cappella Purple Haze, composé exclusivement d'étudiants de cette université. 
Il a été demi-finaliste de l'émission télévisée américaine American Idol et participa ensuite à la version sud-coréenne  Superstar K 2 où il a fini finaliste contre Huh Gak. Actuellement, il fait une pause pour l'université et poursuit une carrière de chanteur en Corée du Sud.